# Prospekt's March
《Prospekt's March》은 2008년 11월 21일에 유럽과 일본에서 처음 발매된 영국의 록 밴드 콜드플레이의 여섯 번째 EP로, 그 다음 주에 전 세계적으로 발매되었다. 이 음반에는 콜드플레이의 네 번째 스튜디오 음반인 《Viva la Vida or Death and All His Friends》의 스튜디오 세션에서 남겨진 여러 곡이 수록되어 있다. 《Viva la Vida or Death and All His Friends》의 디럭스판에서도 구할 수 있고, 《Remixes》 (2003년) 이후 첫 EP다.
커버에는 외젠 들라크루아의 원작 그림인 《푸아티에 전투》가 그려져 있으며, 《Viva la Vida or Death and All His Friends》 (이 작품에는 또 다른 들라크루아가 만든 그림인 《민중을 이끄는 자유의 여신》이 포함되어 있다)에 등장하는 표지와 유사하다. 11월 5일, 콜드플레이는 페이스북 어플리케이션과 웹사이트를 통해 EP의 독점적인 시사회를 제공했다.

## 녹음 및 발매
| 전문가 평가   | 전문가 평가 |
| 총 점수       | 총 점수     |
| 출처          | 점수        |
| ------------- | ----------- |
| 메타크리틱    | 67/100      |
| 평가 점수     |             |
| 출처          | 점수        |
| Allmusic      | [ 11 ]      |
| Pitchfork     | [ 12 ]      |
| The A.V. Club | B           |
| Rolling Stone | [ 14 ]      |
| The Guardian  | Mixed       |
| NME           | [ 16 ]      |

《Viva la Vida or Death and All His Friends》의 녹음 내내 콜드플레이는 그들의 웹사이트를 통해 팬들과 소통했고, 녹음 도중 일부 곡 제목이 공개되었다. 〈Poppyfields〉라는 이름은 2007년 9월에 처음 공개되었고, 2007년 10월 말, 〈Famous Old Painters〉과 〈Glass of Water〉이 쓰여져 이 음반에 대해 고려되고 있다는 메시지가 있었다. 〈Prospekt's March〉는 같은 해 12월에 처음으로 등장했으며, 모든 음표는 프로스펙트라는 가명으로 서명되어 있어, 음반의 제목이 될 것이라는 소문을 더욱 강하게 했다. 이 곡들은 음반의 최종 트랙 리스트에 오르지 못했으며, 그래서 《Prospekt's March》 EP에 실렸으나, 〈Famous Old Painters〉는 발매되지 않았다.
콜드플레이의 공식 웹사이트인 크리스 마틴은 인터뷰에서 EP의 모든 곡들이 《Viva la Vida or Death and All His Friends》에 거의 포함되었고, 이 곡들은 "모두 같은 가족의 일부"라고 말했다. 같은 인터뷰에서, 그 앞잡이는 이 노래들을 2008년 말까지 내보내는 것이 항상 생각이었다고 말했다. 이는 2008년 10월 3일에 《Prospekt's March》의 다섯 곡을 확정했는데, 이 곡들은 모두 《Viva la Vida or Death and All His Friends》에 맞춰 완성되지 않았다. 재생 목록은 10월 5일에 여덟 곡으로 변경되었다.

## 차트 실적
12월 3일, 《빌보드》에서는 《Prospekt's March》이 7만 7천장의 판매고를 기록하며 빌보드 200에서 15위로 데뷔했다.

## 곡 목록
숀 카터와 공동 작사/작곡한 〈Lost+〉을 제외하고, 가이 베리먼, 조니 버클랜드, 윌 챔피언 그리고 크리스 마틴에 의해 작사/작곡하였다.
| #  | 제목                                         | 재생 시간 |
| -- | -------------------------------------------- | --------- |
| 1. | 〈Life in Technicolor II〉                   | 4:05      |
| 2. | 〈Postcards from Far Away〉                  | 0:48      |
| 3. | 〈Glass of Water〉                           | 4:44      |
| 4. | 〈Rainy Day〉                                | 3:26      |
| 5. | 〈Prospekt's March/Poppyfields (2:55/0:42)〉 | 3:38      |
| 6. | 〈Lost+ (Feat. 제이Z)〉                      | 4:18      |
| 7. | 〈Lovers in Japan (Osaka Sun Mix)〉          | 3:58      |
| 8. | 〈Now My Feet Won't Touch the Ground〉       | 2:29      |

## 인증
| 국가                       | 인증 | 판매량/출하량 |
| -------------------------- | ---- | ------------- |
| 영국 (BPI)                 | 실버 | 60,000^       |
| ^출하량을 기반으로 한 인증 |      |               |